# Sevasti Qiriazi
Sevasti Qiriazi, född 1871, död 1949, var en albansk kvinnorättsaktivist.  Hon betraktas tillsammans med sin syster Parashqevi Qiriazi som en pionjär inom Albaniens kvinnorörelse och utbildningshistoria. 
Hon utbildades i Istanbul. Hon grundade år 1891 Albaniens första skola för flickor. År 1909 grundade hon tillsammans med sin syster Albaniens första kvinnoförening Yll’i Mëngesit. År 1919 grundade hon kvinnoföreningen Perlindja i Korçë, som utgav kvinnotidningen Mbleta. 